# Flagge der Finnlandschweden

Die inoffizielle Flagge der Finnlandschweden

Die inoffizielle Flagge der Finnlandschweden (schwedisch Finlandssvenska flaggan; finnisch Suomenruotsalaisten lippu) ist ein Symbol der Finnlandschweden, der schwedischsprachigen Minderheit in Finnland. Sie ist allerdings wenig bekannt und wird nur selten verwendet.

## Beschreibung

Wappen Finnlands

Die Flagge der Finnlandschweden ist eine skandinavische Kreuzflagge mit gelbem Kreuz auf rotem Grund, den Farben des finnischen Staatswappens und ehemaligen schwedischen Wappenfarben für Finnland, als das Land noch unter schwedischer Herrschaft stand. Die Farben sind unter anderem noch im Wappen der finnischen Landschaft Varsinais-Suomi (schwedisch Egentliga Finland; deutsch „Eigentliches Finnland“) zu sehen. Das Kreuz repräsentiert die Einigkeit mit den anderen nordischen Ländern, insbesondere mit Schweden.
Es gibt keine offiziellen Vorgaben der finnischen Regierung für ein einheitliches Breitenverhältnis des Kreuzes, doch gilt eine Breite, die mindestens der Flagge Schwedens (5:2:9 horizontal und 4:2:4 vertikal) und höchstens der Flagge Finnlands (5:3:11 horizontal und 4:3:4 vertikal) entspricht. Für das obenstehende Abbild wurde das Breitenverhältnis 4:2:7 horizontal und 3:2:3 vertikal gewählt.
Ebenfalls ein gelbes skandinavisches Kreuz auf rotem Grund führt die Flagge Schonens. Die Flagge der Finnlandschweden hat aber ein breiteres Kreuz und die roten Felder in der Liek sind, im Gegensatz zur schonischen Flagge, nicht quadratisch.

## Geschichte

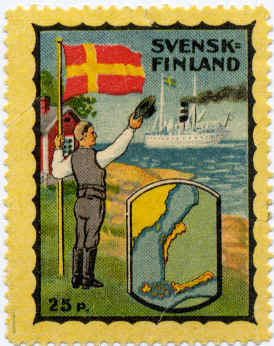
Von der Schwedischen Volkspartei herausgegebene Reklamemarke aus dem Jahr 1922

Die Flagge basiert auf einem Vorschlag als Handelsflagge und wurde 1917 vom Flaggenkomitee des Senats vorgelegt. Der Entwurf enthielt neun weiße Rosen in der oberen linken Ecke und war einer der Kandidaten für die Flagge Finnlands, als sich das Land 1917 für unabhängig erklärte. Die jetzige finnische Staatsflagge wurde am 28. Mai 1918 offiziell eingeführt.
Dass die Flagge der Finnlandschweden relativ unbekannt ist, da sie auch nicht oft verwendet wird, zeigte sich im Juni 1999, als auf einem Parteitag der finnischen Schwedischen Volkspartei eine Flagge für die schwedischsprachige Minderheit gefordert und eine Flagge mit rotem Kreuz auf gelbem Grund vorgeschlagen wurde. Folge war, dass es mehrere Hinweise von Bürgern gab, dass bereits eine Flagge der Finnlandschweden existierte.
In heutigen Verträgen, die die Finnlandschweden betreffen, ist festgelegt, dass neben der finnischen Flagge, wenn auch inoffiziell, die Flagge der Finnlandschweden verwendet werden kann, um die Minderheit zu repräsentieren.

## „Hausherren“-Stander in schwedischsprachigen Gegenden von Finnland
Während die Flagge der Finnlandschweden relativ unbekannt ist, ist der in Finnland verbreitete „Hausherren“-Stander (schwedisch: husbondsvimplar; finnisch: isännänviirit) in schwedischsprachigen Gebieten, insbesondere auf dem Land, umso populärer. Er zeigt die Anwesenheit des Hausherren an und ist in den Farben der jeweiligen Landschaft gehalten. In den zweisprachigen Landschaften Österbotten, Uusimaa und Varsinais-Suomi verwenden die Finnlandschweden jeweils eigene Stander.
| Österbotten     |
| Uusimaa         |
| Varsinais-Suomi |
| Åland           |